# Keith Jones
Keith Jones es un bajista estadounidense de jazz y rock, que comenzó su carrera musical a mediados de los años 1970. No debe ser confundido con Keith Jones, bajista de la banda Bugs Henderson and the Shuffle Kings, que comenzó su carrera en 1988.
Tras tocar con algunos grupos locales, sustituyó a Ron McClure en la banda de jazz rock, Blood, Sweat & Tears, en 1976, aunque tras una breve estancia no cuajó con ellos y fue sustituido, a su vez, por Danny Trifan. Después tocó, y grabó, entre otros, con Domenic Troiano (1978), Flora Purim (1979, 1986), Roy Gaines (1982), Airto Moreira (1986 y 1995), Jaco Pastorius (1986), Andy Narell (1985, 1987, 1988, 1992 y 1995), Richie Cole, Sadao Watanabe (1989), Jean-Luc Ponty (2002)... Formó parte de la banda Santana en los años 1983-84 y 1988-89, grabando además con su titular Carlos Santana, en 1990.